# Жана-Ульга
Жана-Ульга (каз. Жаңаүлгі) — село в Катон-Карагайском районе Восточно-Казахстанской области Казахстана. Входит в состав Катон-Карагайского сельского округа. Код КАТО — 635443200.

## Географическое положение
Село Жана-Ульга находится на левом берегу реки Бухтарма, в 5-ти км к западу от села Шынгыстай.

## Население
В 1999 году население села составляло 594 человека (299 мужчин и 295 женщин). По данным переписи 2009 года, в селе проживали 444 человека (232 мужчины и 212 женщин).

## Известные жители и уроженцы
- Китапбаев, Бошай Китапбаевич (1923—2015) — Герой Социалистического Труда.